# Gare de Fukiage (Saitama)
La gare de Fukiage (吹上駅, Fukiage-eki) est une gare ferroviaire de la ville de Kōnosu, dans la préfecture de Saitama au Japon. Elle est exploitée par la compagnie JR East.

## Situation ferroviaire
La gare est située au point kilométrique (PK) 27,3 de la ligne Takasaki.

## Histoire
La gare a ouvert le 1er mars 1885.

## Service des voyageurs

### Accueil
La gare dispose d'un bâtiment voyageurs, avec guichet, ouvert tous les jours.

### Desserte
- Ligne Takasaki :
  - voies 1 et 2 : direction Ōmiya, Tokyo ou Shinjuku et Yokohama
  - voies 2 et 3 : direction Takasaki et Maebashi